# Daniel Bell (Soziologe)
Daniel Bell (eigentlich Daniel Bolotsky; * 10. Mai 1919 in New York City; † 25. Januar 2011 in Cambridge, Massachusetts) war ein US-amerikanischer Soziologe.

## Leben
Bell war der Sohn des polnisch-jüdischen Einwanderers Benjamin Bolotsky und dessen Ehefrau Ann Kaplan. Nachdem sein Vater bereits 1920 gestorben war, wurde sein Onkel, der Zahnarzt Samuel Bolotsky, zu seinem Vormund bestellt. Bells Erstsprache war Jiddisch. In seiner Familie wurde er schon früh mit anarchistischem Gedankengut bekannt. Mit dreizehn Jahren wurde er Mitglied der «Young People's Socialist League». Danach bekannte er sich zur «Social Democratic Federation», einer rechten Abspaltung der Socialist Party.
In den Jahren 1935 bis 1938 besuchte Bell das City-College in New York und schloss mit einem Bachelor-Titel ab. Während dieses Studiums kam er mit dem sozialistischen Kreis Alcove Nr. 1 in Kontakt, in welchem er u. a. Irving Kristol kennenlernte. Dem City-College folgte bis 1939 ein Besuch an der Graduate School der Columbia University in New York.
Von 1940 bis 1945 verdiente Bell seinen Lebensunterhalt als Journalist beim The New Leader (New York), der Zeitschrift der «Social Democratic Federation»; einige Jahre lang fungierte er auch als Herausgeber. 1943 heiratete er Nora Potashnick, mit ihr hatte er eine Tochter namens Jordy.
Nach Kriegsende ließ er sich mit seiner Familie in Chicago, Illinois nieder. Dort arbeitete er zwischen 1945 und 1948 an der University of Chicago als Dozent. Er ließ sich in dieser Zeit auch scheiden und heiratete 1949 Elaine Graham. Als sein Zeitvertrag an der Universität abgelaufen war, wirkte er wieder als Journalist. Als solcher wurde er bis 1958 einer der Herausgeber des Magazins Fortune (Chicago). Dort war er als Autor hauptsächlich für Gewerkschaftsfragen zuständig.
Inzwischen war er nach New York gezogen. Nach der erneuten Scheidung heiratete er 1960 Pearl Kazin. Mit ihr hatte er einen Sohn, David A. Bell, den späteren Historiker. Gleichzeitig war er in den Jahren 1956 bis 1957 einer der Verantwortlichen des Congress for Cultural Freedom in Paris. 1964 wurde er in die American Academy of Arts and Sciences gewählt. Seit 1978 war er Mitglied der American Philosophical Society.

## Lehre
Als Professor vertrat er das Fach Soziologie zunächst an der Columbia University (1959–1969) und danach an der Harvard University bis zu seiner Emeritierung 1990. Als Gastprofessor (Pitt Professor of American History and Institutions) lehrte er 1987 an der University of Cambridge.
Mit seiner Schrift The End of Ideology (1960) konstatierte Daniel Bell den Niedergang der Ideologien und des apokalyptischen Klassendenkens aus dem 19. Jahrhundert in den kapitalistischen Industriestaaten des Westens. Wohlfahrtspolitik und demokratische Partizipation der Arbeiterschaft hätten die sozialen Konflikte entschärft; die weiter bestehenden sozialen Probleme würden pragmatisch und im Konsens angegangen. Das Buch fand eine breite und kontroverse Rezeption, mit der Bell sich 1988 in der Public Lecture The End of Ideology Revisited an der London School of Economics kritisch auseinandersetzte.
Unter dem Begriff der postindustriellen Gesellschaft, den schon 1969 Alain Touraine als Buchtitel gewählt hatte, entwarf Bell 1973 eine empirisch gehaltvolle Theorie des strukturellen Wandels von der Industriegesellschaft zu einer Wissens- und Dienstleistungsgesellschaft. Er prägte als einer der ersten das Schlagwort von der Informationsgesellschaft. Er argumentierte nicht im Kontext der Postmoderne, sondern sah den Strukturwandel als eine konsequente Fortsetzung und Steigerung der Moderne.
In der Schrift Die kulturellen Widersprüche des Kapitalismus (1976/1991) konstatiert Bell einen Wertekonflikt, der zu einer Kulturkrise der modernen westlichen Gesellschaften geführt habe: Während in der Arbeitswelt ein „Aufschub von Befriedigungen“ gefordert werde, locke in der Konsumsphäre die Freizeitindustrie mit hedonistischen Werten wie „Lust und Vergnügen, sofortigem Spaß, Erholung und Sichgehenlassen“.

## Schriften (Auswahl)
- The End of Ideology: On the Exhaustion of Political Ideas in the Fifties. Collier, New York 1960 u. Harvard Univ. Press, Cambridge, Mass. 2000, ISBN 0-674-00426-4.
- als Herausgeber: The New American Right. Doubleday, Garden City 1963.
- The Coming of Post-Industrial Society. Basic Books, New York 1973, ISBN 0-465-09713-8.
  - Dt. Übersetzung: Die nachindustrielle Gesellschaft. Campus, Frankfurt am Main 1975, ISBN 3-593-32125-4.
- The Social Sciences Since the Second World War. Transaction Books, New Brunswick 1982.
  - Dt. Übersetzung: Die Sozialwissenschaften seit 1945. Campus, Frankfurt am Main 1986, ISBN 3-593-33650-2.
- The End of Ideology Revisited, In: Government and Opposition. Vol 23/1988, No. 2 (Part I) and No. 3 (Part II).
- The Cultural Contradictions of Capitalism. Basic Books, New York 1976, ISBN 0-465-01499-2.
  - Dt. Übersetzung: Die kulturellen Widersprüche des Kapitalismus. Campus, Frankfurt am Main 1991, ISBN 3-593-34431-9.